# Hokuto no Ken 2 : L'Héritier du Hokuto
Série
Hokuto no Ken 1 : L'Ère de Raoh
(2006) Hokuto no Ken 3 : La Légende de Kenshiro
(2008)
Pour plus de détails, voir Fiche technique et Distribution.
Hokuto no Ken 2 : L'Héritier du Hokuto (真救世主伝説 北斗の拳 ラオウ伝 激闘の章, Shin kyūseishu densetsu Hokuto no Ken - Raōh Den Gekitō no Shō) est un film japonais d'animation, réalisé par Takahiro Imamura, sorti en 2007.
Le film est une adaptation du manga Ken le Survivant (北斗の拳, Hokuto no Ken) de Tetsuo Hara (dessin) et Buronson (scénario).

## Fiche technique
- Titre original : Shin kyūseishu densetsu Hokuto no Ken - Raōh Den Gekitō no Shō (真救世主伝説 北斗の拳 ラオウ伝 激闘の章)
- Titre français : Hokuto no Ken 2 : L'Héritier du Hokuto
- Réalisation : Takahiro Imamura[1]
- Scénario : Nobuhiko Horie, Yoshinobu Kamo et Katsuhiko Manabe d'après le manga Ken le Survivant (北斗の拳, Hokuto no Ken?) de Tetsuo Hara (dessin) et Buronson (scénario)
- Direction artistique : Shun'ichirô Yoshihara
- Direction d'animation : Masahito Yoshioka, Shingo Ishikawa, Hiroyuki Notake, Masayoshi Yamazaki, Shin'ichi Yoshikawa et Hirohito Katô
- Character design : Masaki Satô
- Photographie : Masato Sato
- Montage : Jun Takuma
- Musique : Keiichi Momose
- Production : Toshiki Hirano ; Masahito Yoshioka (directeur de production)
  - Production exécutive : Nobuhiko Horie et Man Imito
- Studio d'animation : TMS Entertainment
- Société de production : North Star Pictures
- Société de distribution : Desperado
- Pays d'origine :  Japon
- Langue originale : japonais
- Format : couleur - 35 mm - son Dolby Digital
- Genre : Arts martiaux, action, animation
- Durée : 85 minutes
- Dates de sortie :
  - Japon : 28 avril 2007[2]
  - France : 17 février 2010[3] (sorti directement en DVD)

Source : IMDb

## Distribution

### Voix originales
- Hiroshi Abe : Kenshiro
- Takashi Ukaji : Raoh
- Yuriko Ishida : Yuria ou Julia
- Daisuke Namikawa : Bart
- Ko Shibasaki : Reina
- Maaya Sakamoto : Lynn
- Nobuaki Kakuda : Akashachi
- Chikao Ohtsuka : Ryûken
- Daisuke Gouri : Fûdo
- Hiroshi Tsuchida : Hyûi
- Katsuhisa Houki : Rihaku
- Nobuyuki Hiyama : Shuren
- Masaki Terasoma : Barga
- Masanori Takeda : Giraku
- Ken'yû Horiuchi : Toki
- Hiro Shimono : Kenshiro jeune
- Kunihiro Kawamoto : Raoh jeune
- Kouichi Yamadera : le narrateur

### Voix françaises
- Frédéric Souterelle : Kenshirô
- Pascal Casanova : Raoh
- Marie Diot : Julia
- Isabelle Volpe : Lynn
- Nicolas Beaucaire : Bart
- Julie André : Reina
- Gérard Rouzier : Ryaku
- Jacques Albaret : Ryuken
- Loïc Houdré : Fudô
- Jean-Bernard Guillard : Balga
- Patrick Noérie : Girack
- Renaud Heine : Toki
- Version française :
  -  Adaptation des dialogues : Frédéric Roques[5]